# Cotingidae
Cotingidae là một họ chim trong bộ Passeriformes.
Các loài chim trong họ này được tìm thấy ở Trung Mỹ và vùng nhiệt đới của Nam Mỹ. Cotingaidae là các loài chim sống ở rừng hoặc ven rừng, chủ yếu ăn quả hoặc côn trùng và quả. Người ta biết tương đối ít về nhóm đa dạng này, mặc dù tất cả đều có mỏ rộng và cong, cánh tròn, đôi chân khỏe. Chúng có thể là họ thuộc bộ Sẻ đa dạng nhất về kích thước cơ thể, dao động từ 12–13 cm (4,7–5,1 in) (như ở Pipreola chlorolepidota) đến 48–51 cm (19–20 in) (như ở Cephalopterus ornatus).

## Hình ảnh

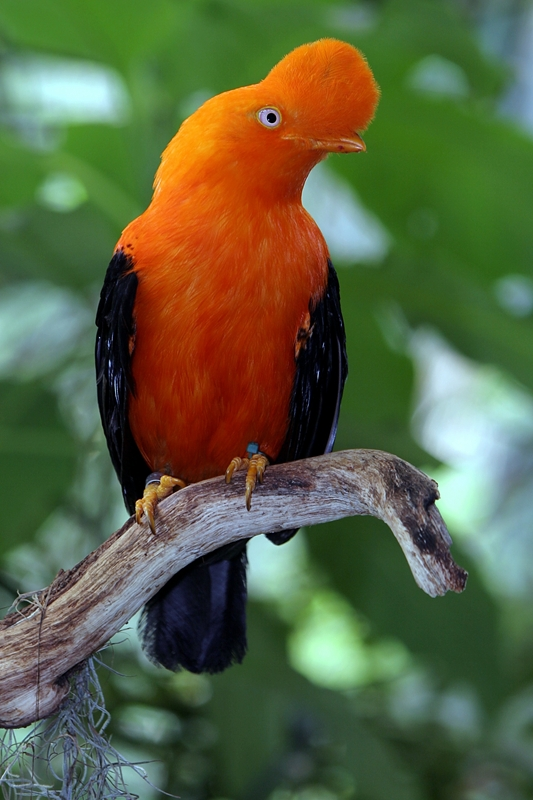
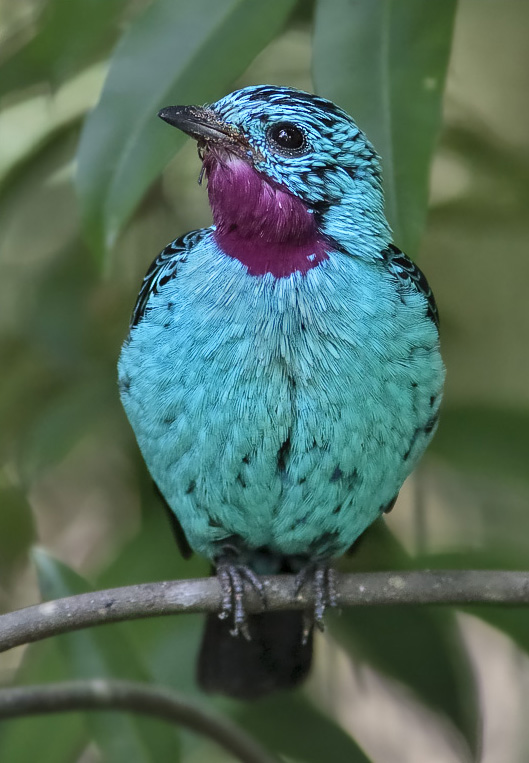
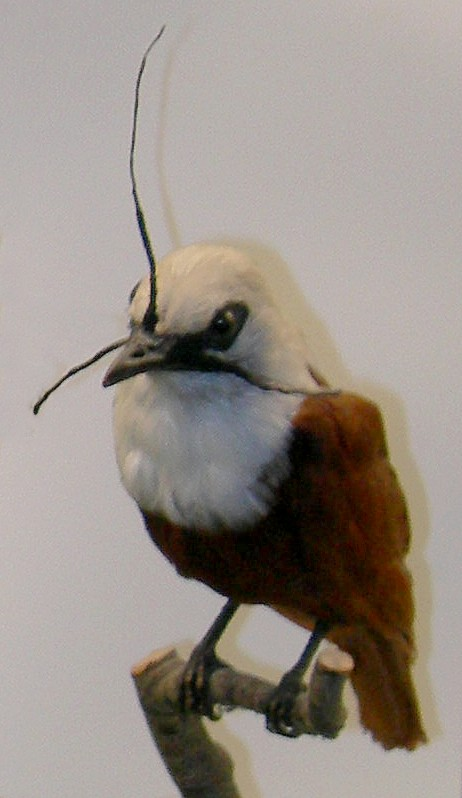
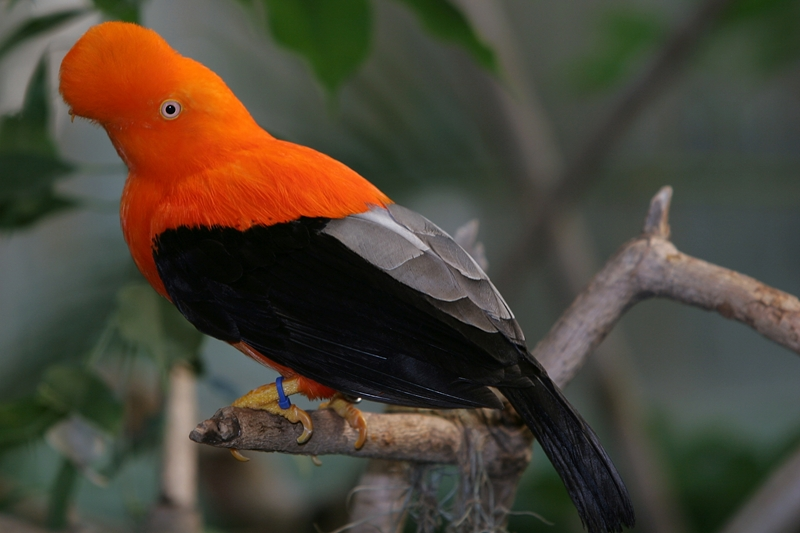
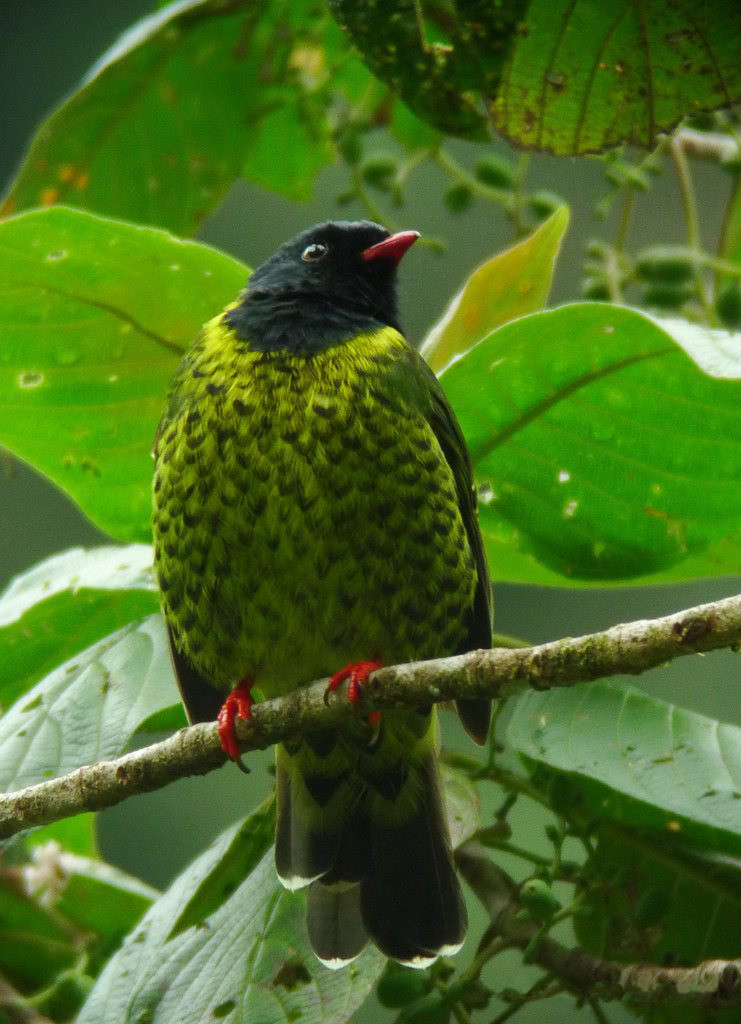